# Iardjilovți, Pernik
Iardjilovți (în bulgară Ярджиловци) este un sat în comuna Pernik, regiunea Pernik,  Bulgaria. 

## Demografie
Componența etnică a satului Iardjilovți
     Bulgari (98,6%)
     Nicio identificare (1,39%)
     Altele (0%)
La recensământul din 2011, populația satului Iardjilovți era de 1.079 locuitori. Din punct de vedere etnic, majoritatea locuitorilor (98,6%) erau bulgari. Pentru 1,39% din locuitori nu este cunoscută apartenența etnică.